# توشهاون

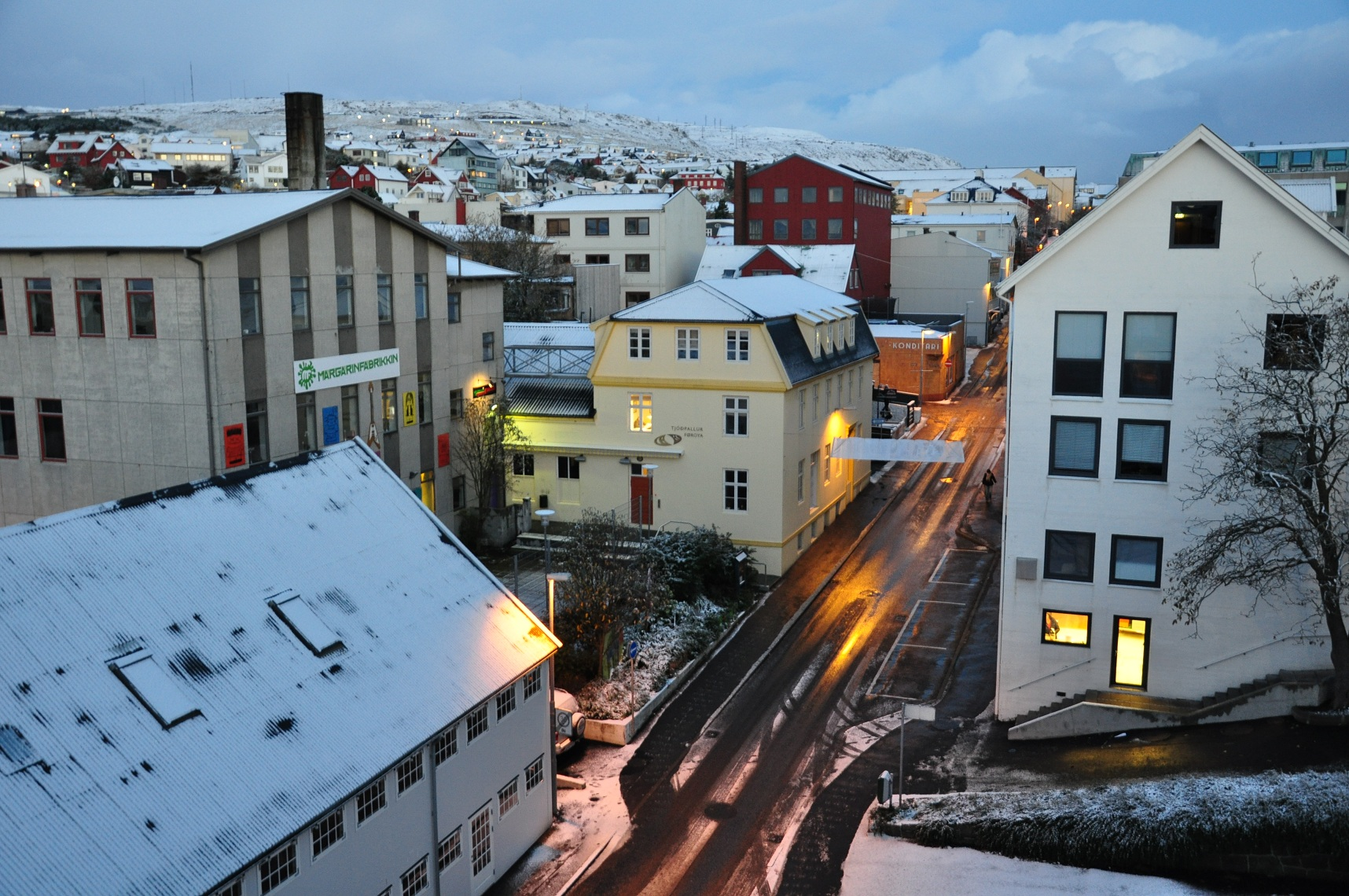
توشهاون

توشهاون (به فاروئی: Tórshavn، به دانمارکی: Thorshavn) پایتخت و بزرگترین شهر جزایر فارو است که در قسمت جنوبی کرانه خاوری استریموی قرار گرفته‌است و حدود ۱۹ هزار نفر جمعیت دارد.
وایکینگ‌ها در سال ۸۵۰ میلادی، پارلمان خود را در شبه‌جزیره تینگانس برپا کردند و از آن زمان نیز شهر توشهاون به عنوان پایتخت جزایر فارو برگزیده شد و از آن زمان با همین عنوان باقی‌ماند.
در تمامی دوران سده‌های میانه، شبه‌جزیره باریکی که در این مکان به سوی دریا دهان باز کرده، بخش اصلی شهر توشهاون را تشکیل داده‌است.
منابع نوشتاری، تنها پس از اصلاحات پروتستان یعنی پس از سال ۱۵۳۹ میلادی از وجود محلات ساخت‌وساز شده در توشهاون گزارش می‌دهند. شهر توشهاون از دیرباز به عنوان تنها کانون رسمی بازرگانی این جزایر معرفی شد و بنابراین ساکنان فارو بیشتر در این مکان به دادوستد کالا می‌پرداختند.
در سال ۱۸۵۶، رسمیت توشهاون به عنوان تنها مرکز دادوستد فسخ شد و جزیره‌نشینان فارویی به بازرگانی آزاد روی آوردند. شهر توشهاون اما، از آغاز سده بیستم پیشرفت زیادی به خود دیده و تبدیل به کانون اصلی اداری، اقتصادی و فرهنگی فارو و ساکنان این جزایر شده‌است.

## نگارخانه

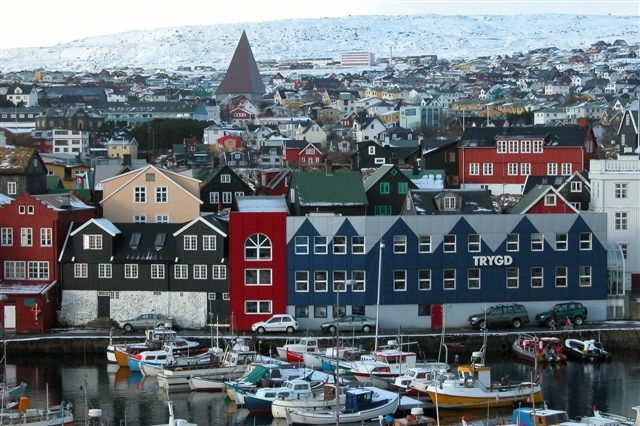
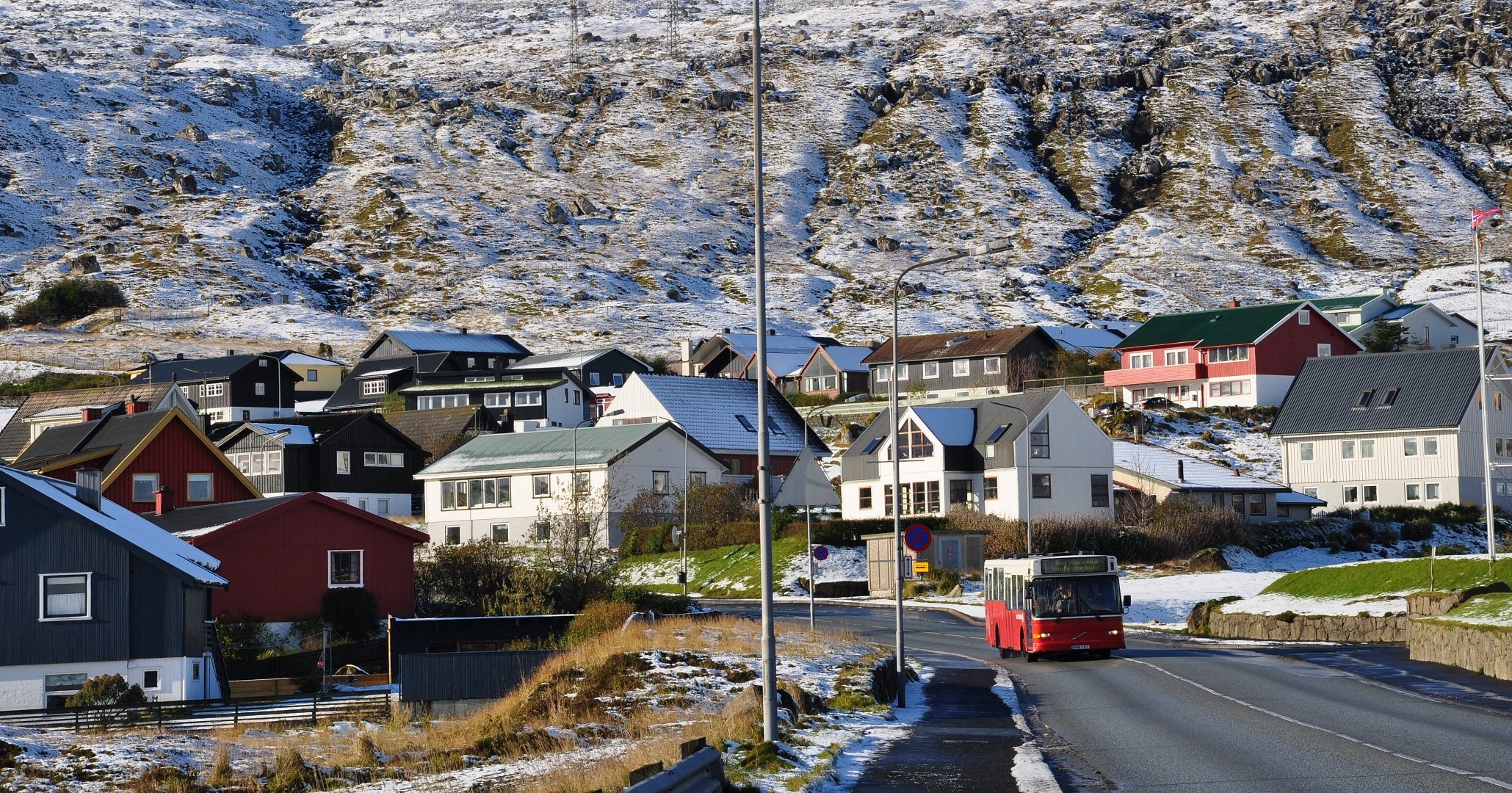
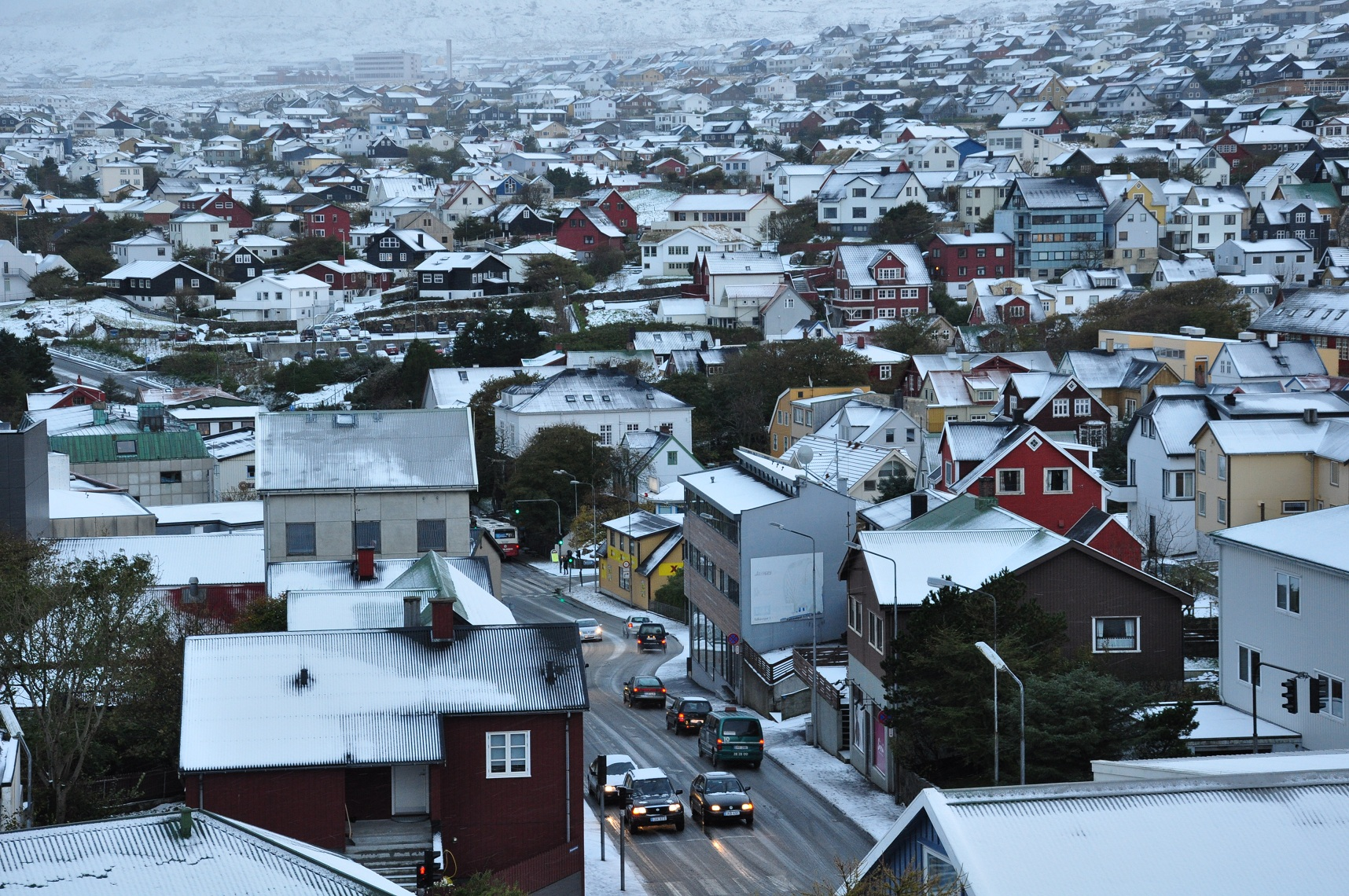
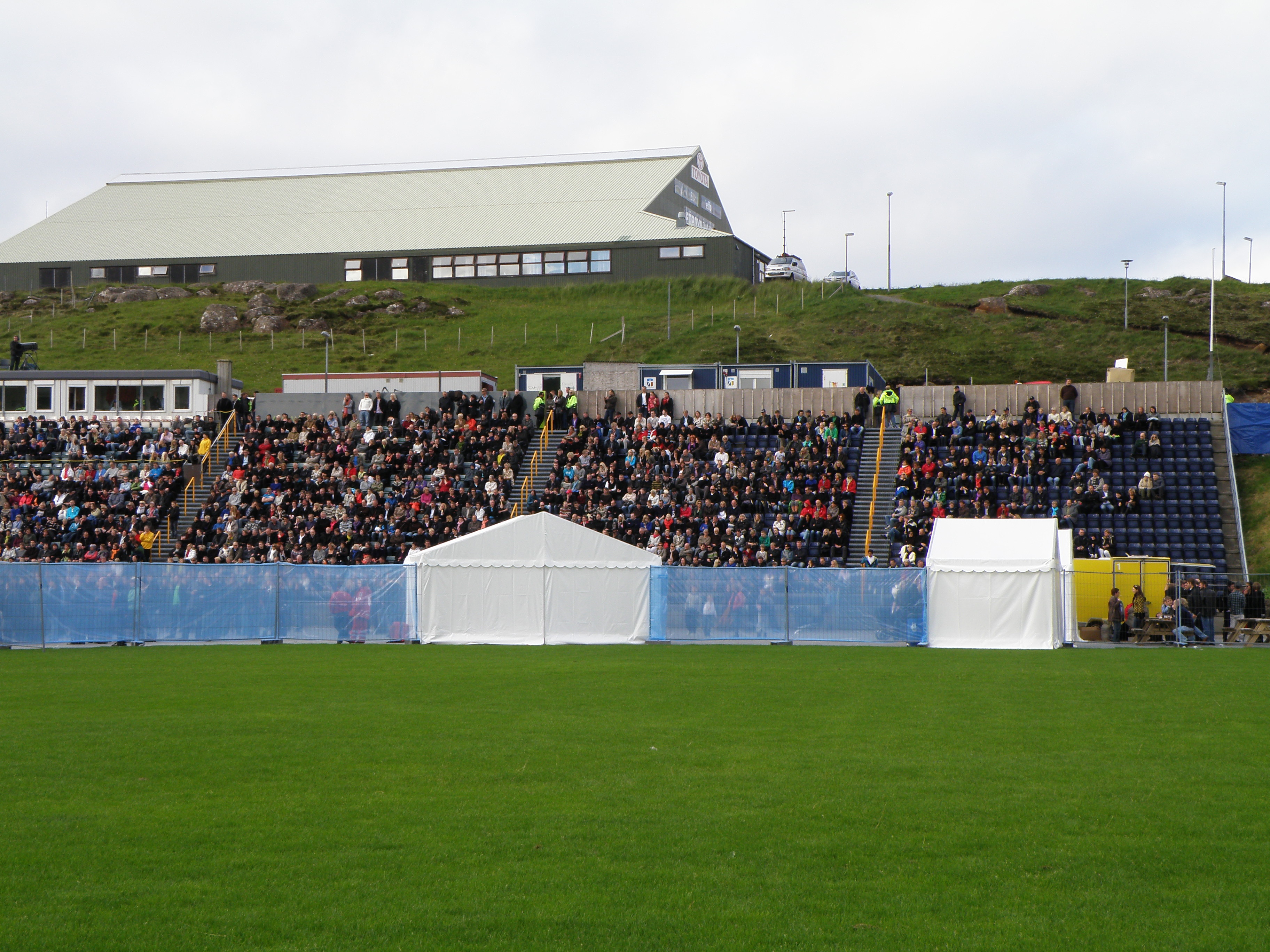
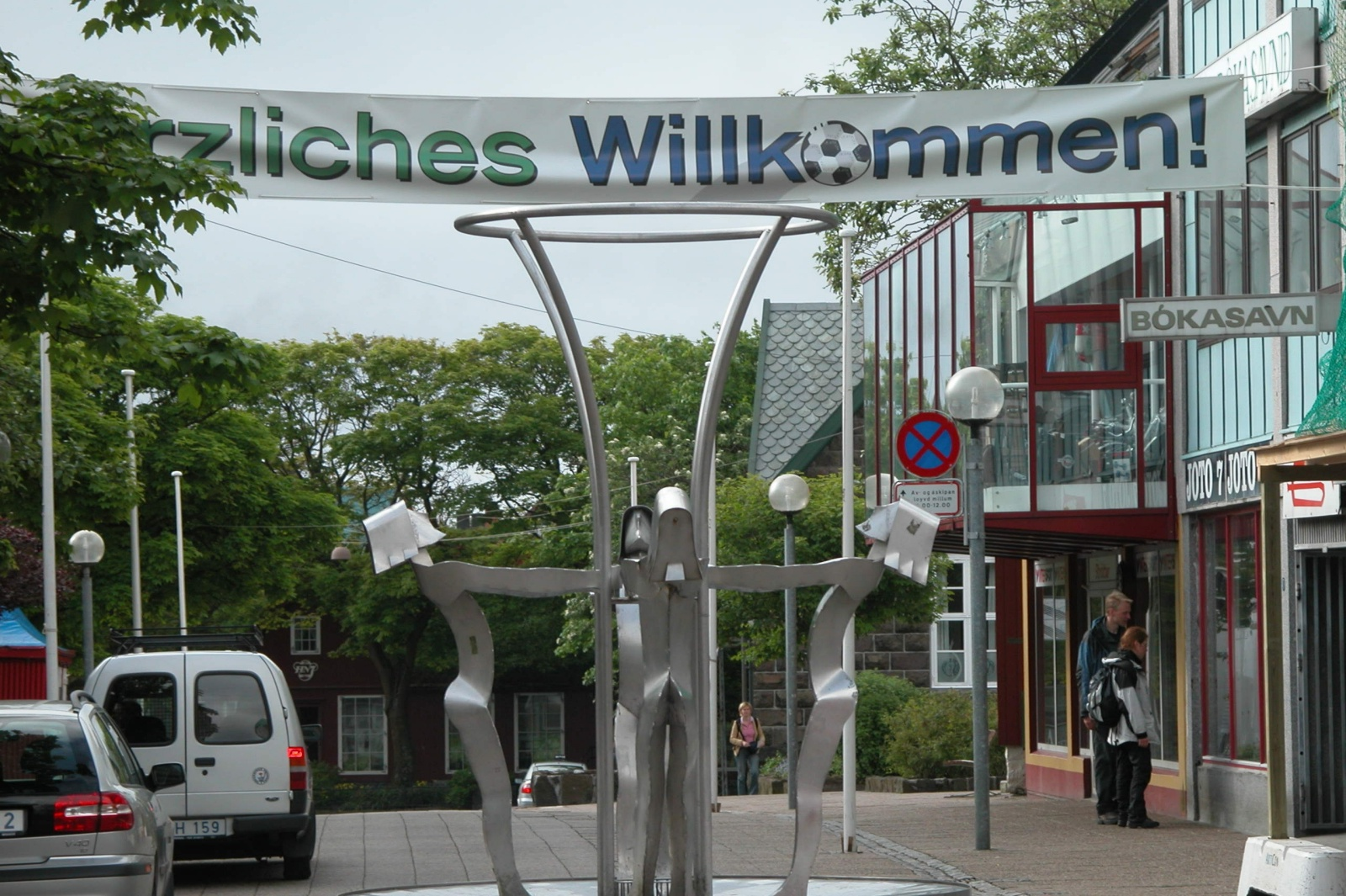
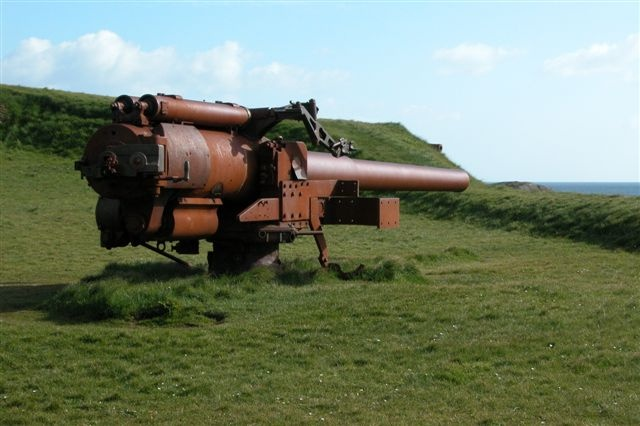
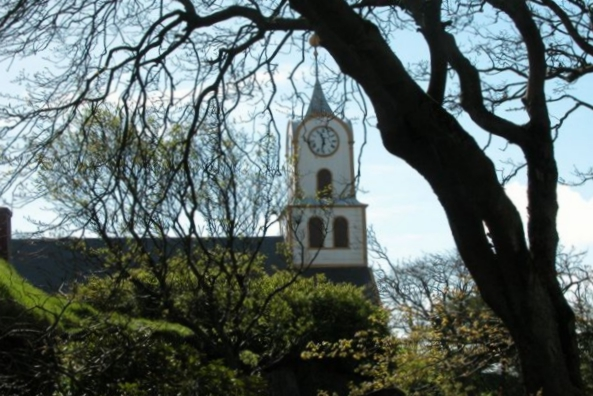
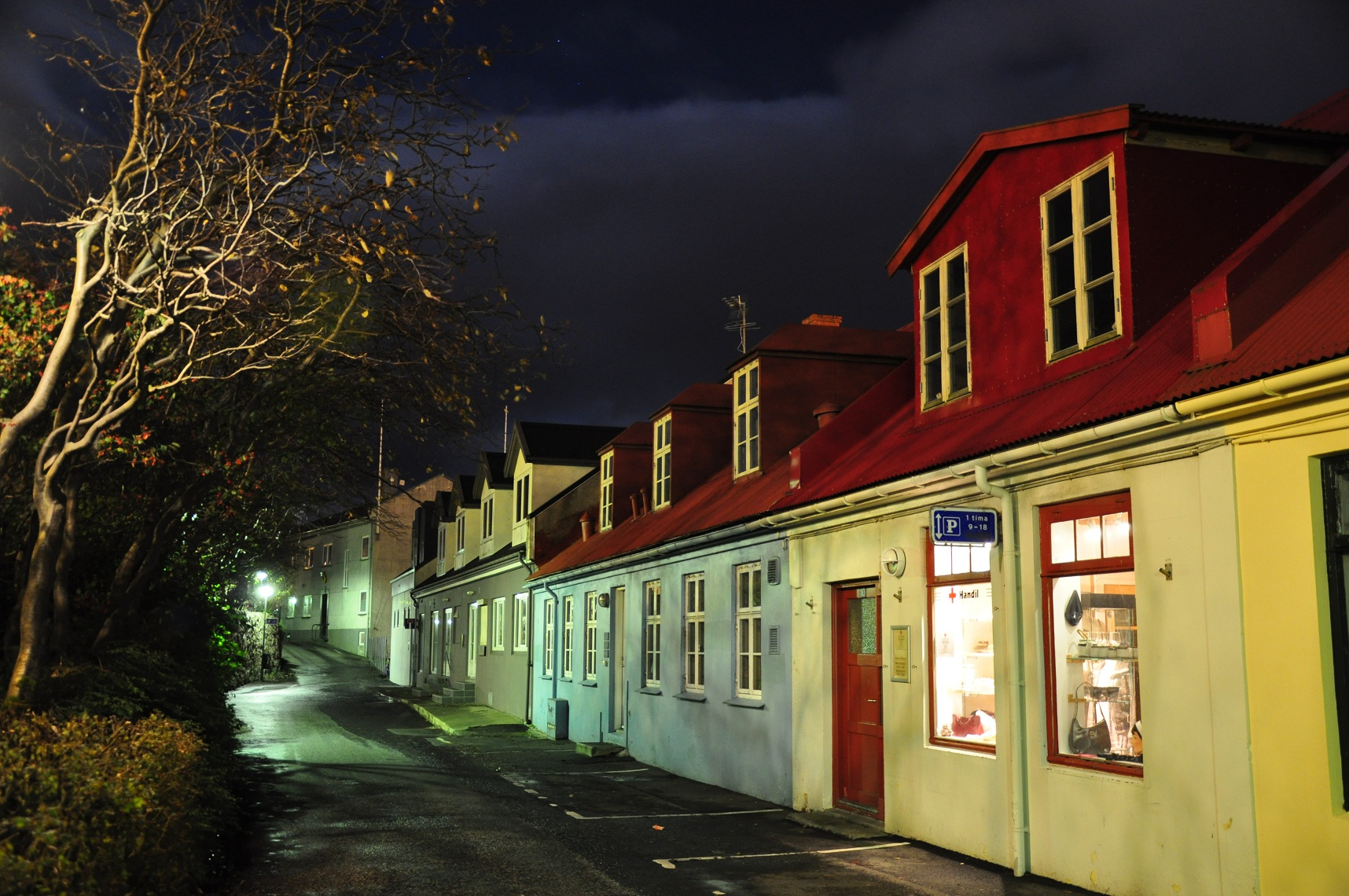
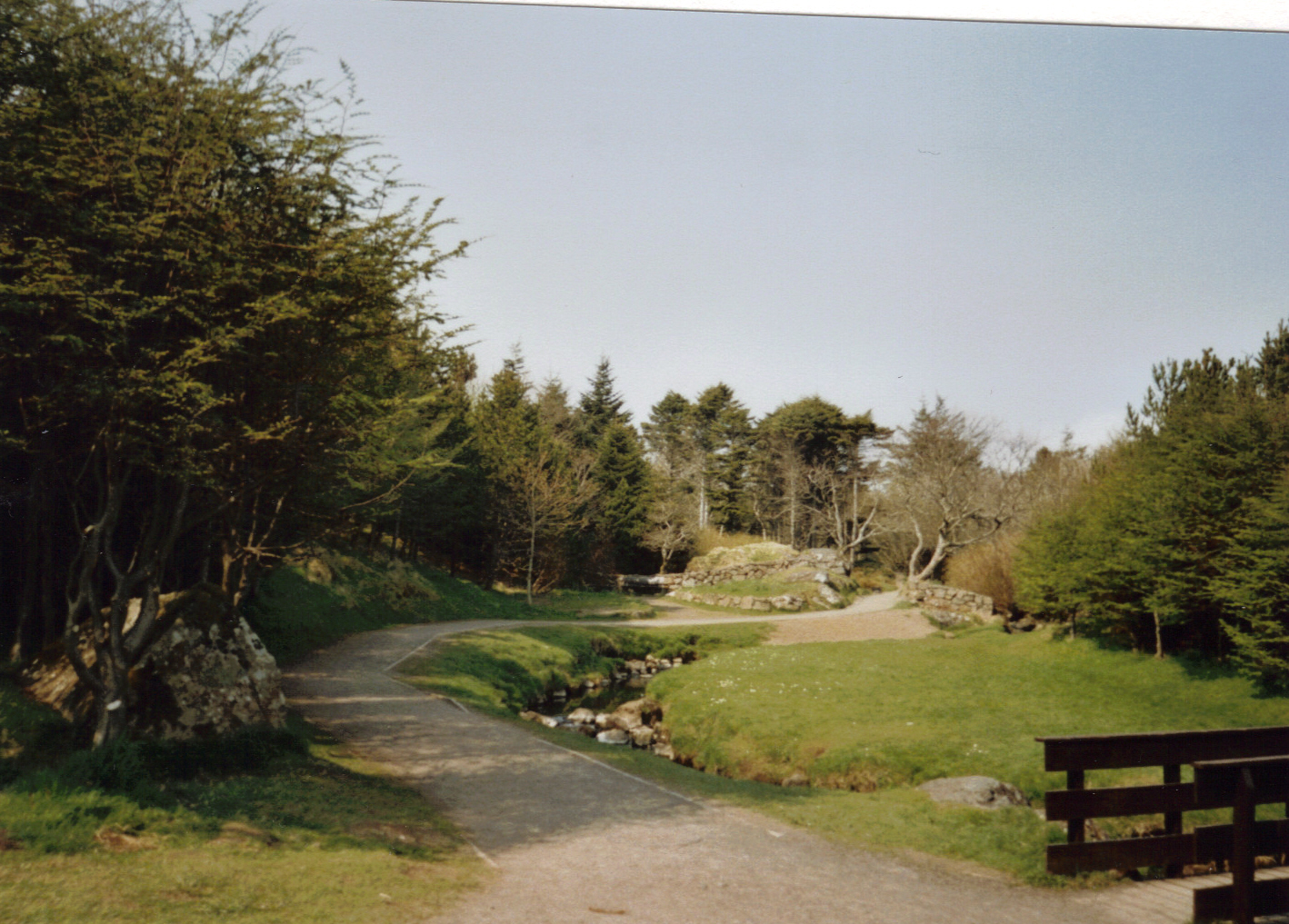

- پرونده:Faroe Islands, Streymoy, Tórshavn (7), Tinganes, Tórshavn 2004.1.jpg